# ۱۸ دسامبر
۱۸ دسامبر سیصد و پنجاه و دومین (در سال‌های کبیسه سیصد و پنجاه و سومین) روز سال در گاه‌شماری میلادی است. ۱۳ روز تا پایان سال باقی‌است.

## رویدادها

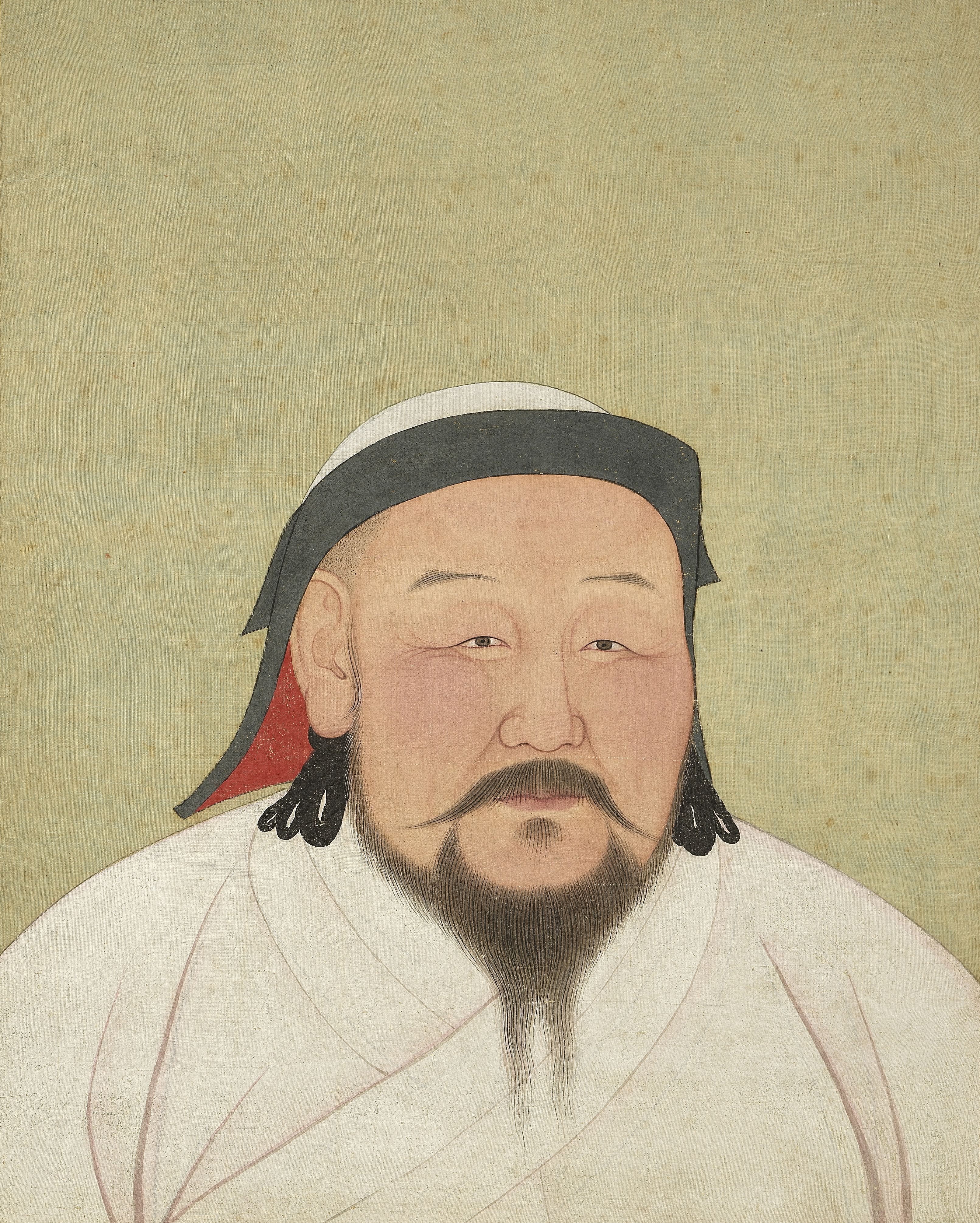
قوبلای‌خان

- ۱۲۷۱ - قوبلای خان سلسلهٔ یوآن را بنیان نهاد.[۱]
- ۱۷۸۷ - شناخته شدن نیو جرسی به عنوان سومین ایالت ایالات متحده آمریکا
- ۱۸۷۸ - به قدرت رسیدن خاندان آل ثانی در قطر
- ۱۹۴۰ - عملیات بارباروسا: با صدور فرمان شماره ۲۱ پیشوا، طرح‌ریزی عملیاتی آلمان برای تهاجم به شوروی آغاز شد.
- ۱۹۵۶ - عضویت ژاپن در سازمان ملل متحد
- ۱۹۵۸ - نیجر اعلام استقلال کرد.
- ۱۹۶۶ - کشف اپیمتئوس
- ۱۹۷۲ - ارتش ایالات متحده عملیات خط شکن ۲ را علیه ویتنام شمالی آغاز کرد.
- ۱۹۷۳ - تأسیس بانک توسعه اسلامی
- ۱۹۷۸ - عضویت دومینیکا در سازمان ملل متحد
- ۱۹۷۹ - کنوانسیون امحای کلیه اشکال تبعیض علیه زنان در مجمع عمومی سازمان ملل متحد به تصویب رسید.
- ۱۹۹۷ - HTML 4.0 توسط کنسرسیوم وب جهان‌شمول منتشر شد.
- ۲۰۰۵ - آغاز جنگ داخلی چاد
- ۲۰۰۶ - نخستین انتخابات در امارات متحده عربی برگزار شد.[نیازمند منبع]
- ۲۰۱۰ - آغاز اعتراضات عمومی در تونس که سرمنشا بهار عربی شد.[نیازمند منبع]

## زادروزها
- ۱۷۷۸ - جوزف گریمالدی بازیگر، کمدین و رقصنده اهل انگلستان.
- ۱۸۲۵ - جان اس. هریس سناتور سابق عضو حزب جمهوری‌خواه ایالات متحده آمریکا.
- ۱۸۵۶ - جوزف جان تامسون فیزیکدان انگلیسی بود که در سال ۱۹۰۶ جایزه نوبل فیزیک را به خاطر کار بر روی خواص الکتریکی گازها به دست آورد.
- ۱۸۶۳ - آرشیدوک فرانتس فردیناند از مقام‌های سلطنتی اتریش بود و از ۱۸۹۶ تا روز مرگش وارث تاج و تخت پادشاهی اتریش-مجارستان بود. قتل او در سارایوو جرقه‌ای بود که اتریش بر اساس آن با صربستان اعلام جنگ کرد و جنگ جهانی اول به این ترتیب آغاز شد.

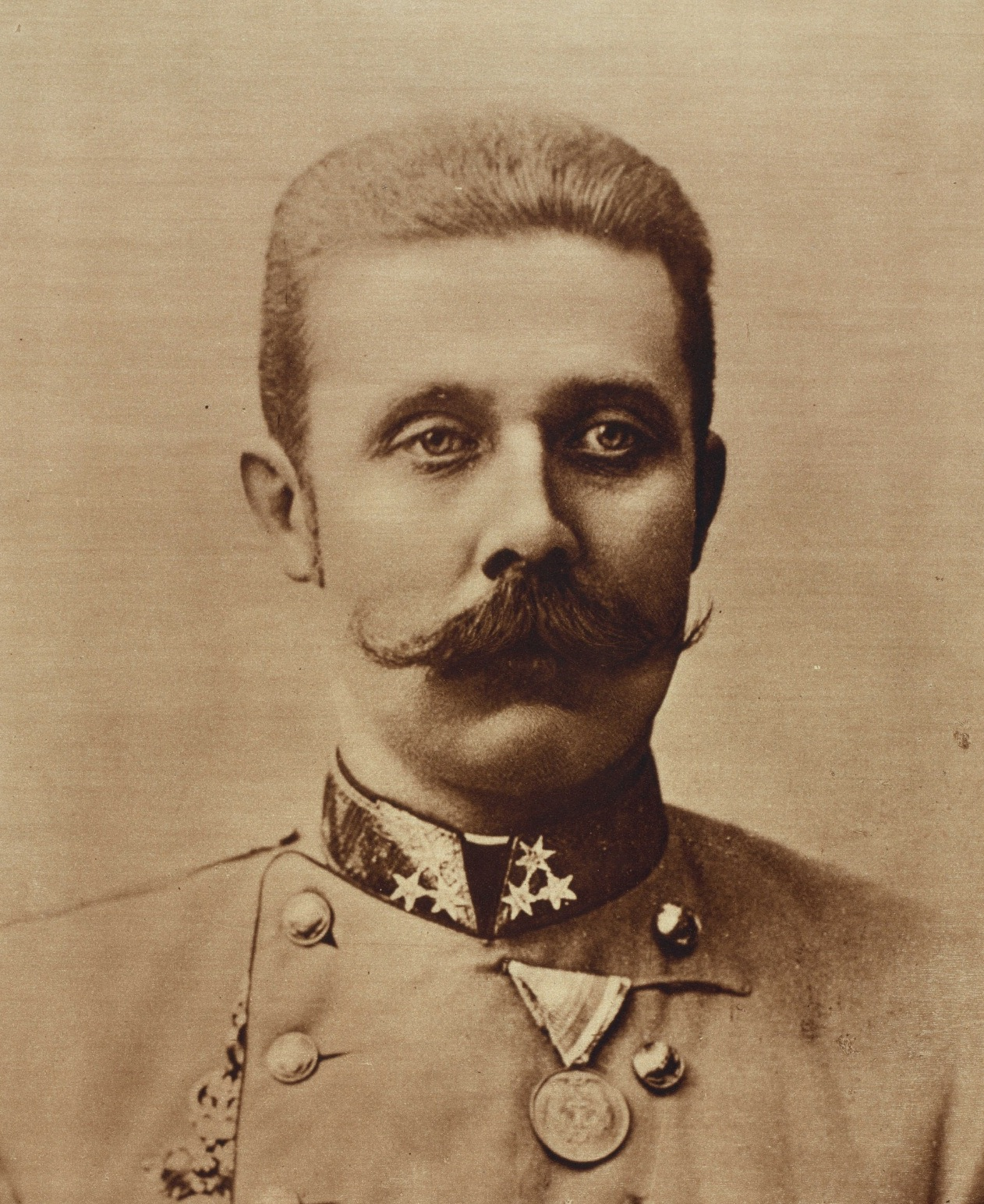
آرشیدوک فرانتس فردیناند

- ۱۸۷۰ - ساکی نویسنده و روزنامه‌نگار اسکاتلندی.
- ۱۸۷۸ - ژوزف استالین نخستین رهبر حزب کمونیست شوروی و رهبر دوفاکتوی این کشور بین سال‌های ۱۹۲۲ تا ۱۹۵۳. در گوری گرجستان متولد شد.
- ۱۸۷۹ - پل کله سوئیسی.
- ۱۸۹۰ - ادوین هاوارد آرمسترانگ مهندس برق و ابداع‌کنندهٔ مدولاسیون فرکانس رادیویی.
- ۱۹۱۳ - آلفرد بستر نویسنده علمی تخیلی، نمایشنامه‌نویس رادیو و تلویزیون، ویراستار نشریات، نویسندهٔ کمیک استریپ و داستان‌های کمدی.
- ۱۹۱۳ - ویلی برانت سیاست‌مدار آلمانی، از ۱۹۶۹ تا ۱۹۷۴ صدراعظم آلمان بود. او که عقایدی سوسیال دموکراسی داشت در ۱۹۷۱ به خاطر پیشرفت روابط آلمان غربی با آلمان شرقی، لهستان و اتحاد شوروی جایزهٔ صلح نوبل را دریافت کرد.
- ۱۹۱۶ - بتی گریبل بازیگر و رقاص آمرِیکایی.
- ۱۹۳۲ - راجر اسمیت بازیگر سینما و تلویزیون و فیلم‌نامه‌نویس آمریکایی.
- ۱۹۳۴ - مارک ریچ سرمایه‌دار و دلال در بخش تجارت مواد خام، مواد غذایی، نفت، بنزین و املاک بلژیکی-آمریکایی.
- ۱۹۳۴ - بوریس وولینوف فضانورد اهل شوروی.
- ۱۹۳۹ - هارولد وارموس زیست‌شناس و مشاور ریاست جمهوری در کابینه باراک اوباما و برنده جایزه نوبل پزشکی سال ۱۹۸۹ از آمریکا می‌باشد.
- ۱۹۴۶ - استیو بایکو مبارز مشهور ضد آپارتاید در دههٔ ۱۹۶۰ و ۱۹۷۰ در آفریقای جنوبی.
- ۱۹۴۶ - استیون اسپیلبرگ کارگردان، تهیه‌کننده وفیلمنامه‌نویس آمریکایی، برنده ۳ جایزه اسکار و یکی از موفق‌ترین کارگردانان تاریخ سینما، هم در میان منتقدان و هم در بین مردم عادی.
- ۱۹۵۳ - عبدالرحمن العقل بازیگر کویتی.[۲]
- ۱۹۶۳ - برد پیت بازیگرآمریکایی و نامزد چهار جایزه اسکار.
- ۱۹۶۳ - پیر انکورونزیزا بازیگر آمریکایی و نامزد چهار جایزه اسکار.
- ۱۹۶۴ - استیو آستین گشتی گیر حرفه‌ای (از اسطوره‌های تاریخ کشتی حرفه ای) و بازیگر آمریکایی و برنده ۶ دوره قهرمانی جهان.
- ۱۹۶۶ - جان لوکا پالیوکا دروازه‌بان بازنشسته فوتبال ایتالیا و مفسر ورزشی.
- ۱۹۶۷ - ماریو فرانگولیس خواننده و تنور یونانی.

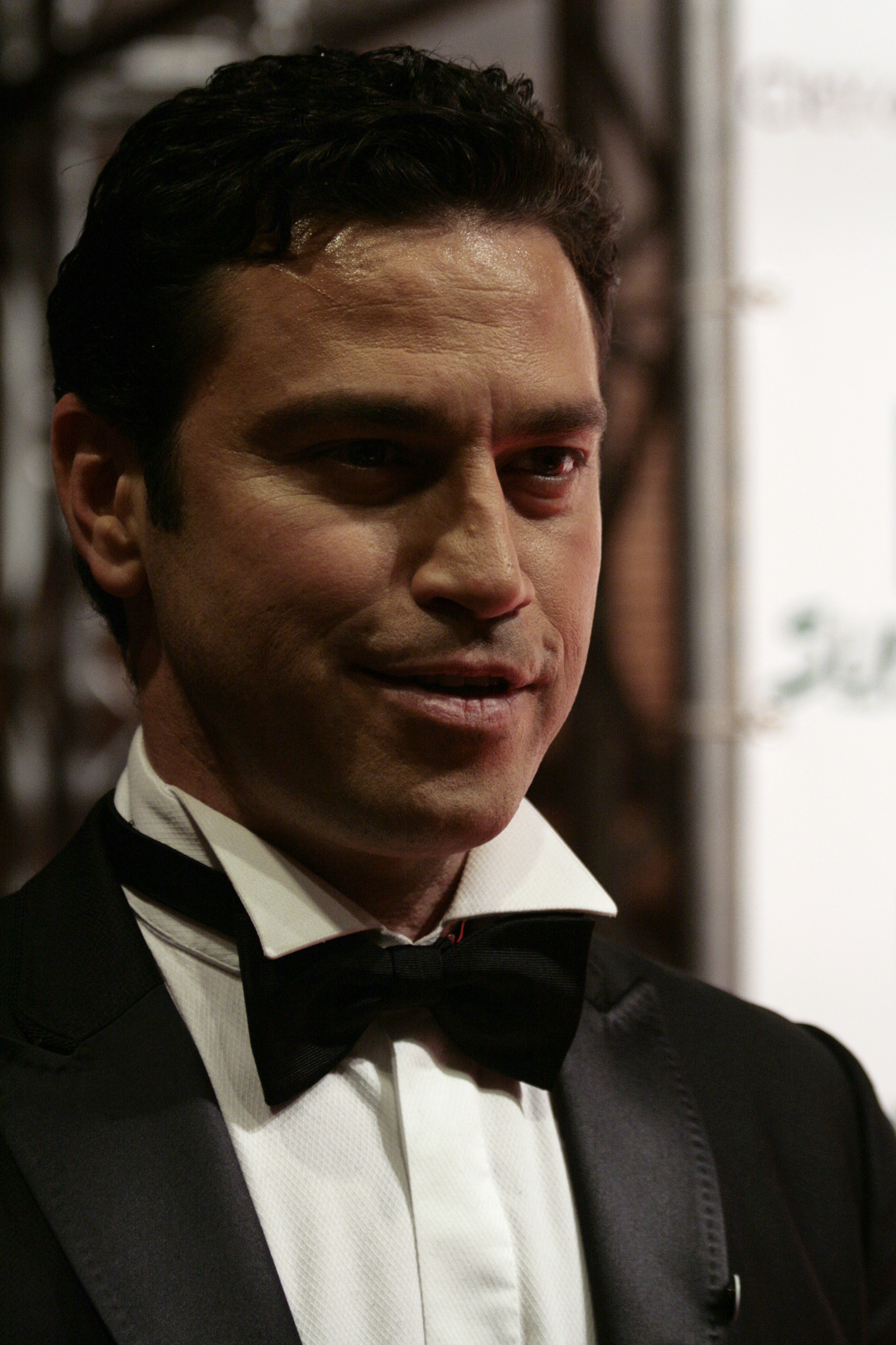
ماریو فرانگولیس

- ۱۹۶۸ - ماریو باسلر بازیکن فوتبال و هافبک اهل آلمان.
- ۱۹۶۸ - آلهاندرو سانز خواننده سبک لاتین و تهیه‌کننده موسیقی اسپانیایی.
- ۱۹۶۸ - کاسپر ون دین بازیگر آمریکایی.
- ۱۹۶۹ - سانتیاگو کانیایزارس بازیکن فوتبال اهل اسپانیا.
- ۱۹۷۴
  - برام د خروت، دوچرخه‌سوار اهل هلند
  - معتصم قذافی پنجمین پسر معمر قذافی یکی از اعضای ارتش لیبی و مشاور امنیت ملی لیبی از سال ۲۰۰۸ تا ۲۰۱۱.
- ۱۹۷۵ - سیا فارلر خواننده استرالیایی.
- ۱۹۷۵ - تریش استراتوس کشتی‌گیر حرفه‌ای آمریکایی.
- ۱۹۷۷ - اکسول دی‌جی، ریمیکس‌کننده، و تهیّه‌کنندهٔ موسیقی اهل سوئد.
- ۱۹۷۸ - کیتی هلمز، بازیگر آمریکایی[۳]
- ۱۹۸۰ - کریستینا آگیلرا، خواننده، ترانه‌نویس، تهیه‌کننده موسیقی و بازیگر اهل ایالات متحده[۴]
- ۱۹۸۹ - اشلی بنسون بازیگر و مدل آمریکایی
- ۲۰۰۱ - بیلی آیلیش، خواننده و ترانه‌نویس آمریکایی.

## درگذشت‌ها
- ۱۷۳۷ - آنتونیو استرادیواری سازنده و تعمیرکار ایتالیایی سازهای زهی مانند ویلون، چلو، گیتار و هارپ.
- ۱۸۰۳ - یوهان گوتفرید هردر فیلسوف، زبان‌شناس، شاعر، منتقد ادبی، از دانشمندان تأثیرگذار عصر روشنگری و از نظریه‌پردازان بزرگ قرن هجدهم اروپا در حوزهٔ زبان، تاریخ و فرهنگ.
- ۱۸۲۹ - ژان-باتیست لامارک زیست‌شناس فرانسوی که اولین بار نظریه تکامل را ارائه کرد. وی واضع دیدگاه لامارکیسم است.
- ۱۸۸۰ - میشل شال ریاضی‌دان فرانسوی.

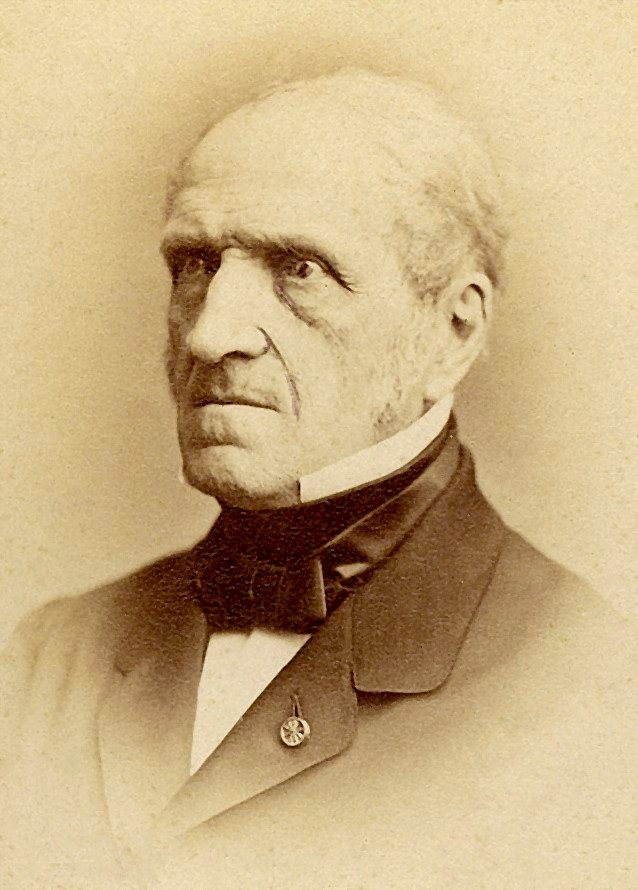
میشل شال

- ۱۸۹۲ - ریچارد اوون زیست‌شناس انگلیسی، کالبدشناس تطبیقی و دیرین‌شناس.
- ۱۹۸۲ - هانس-اولریش رودل سرهنگ لوفت‌وافه و پرافتخارترین خلبان، و سرباز حاضر در جنگ جهانی دوم.
- ۱۹۹۵ - کنراد تسوزه مهندس عمران آلمانی و از پیشگامان علم رایانه.
- ۱۹۹۷ - کریس فارلی بازیگر آمریکایی.
- ۱۹۹۸ - لف دیومین فضانورد اهل شوروی.
- ۱۹۹۹ - روبر برسون کارگردان و فیلم‌نامه‌نویس مینی‌مالیست فرانسوی.
- ۲۰۰۴ - آنتونی سمسون، نویسنده و روزنامه‌نگار بریتانیایی
- ۲۰۰۶ - جوزف باربرا، یکی از بنیان‌گذاران شرکت انیمیشن‌سازی هانا-باربرا
- ۲۰۱۱ - واتسلاو هاول، سیاست‌مدار اهل چکیا و نخستین رئیس‌جمهور این کشور

## مناسبت‌ها
- روز جهانی زبان عربی[نیازمند منبع]
- روز جهانی مهاجران
- روز جمهوری در کشور نیجر
- روز ملی کشور قطر
- روز جهانی عاری از خشونت و افراطی‌گری